# Still-Leben Ruhrschnellweg

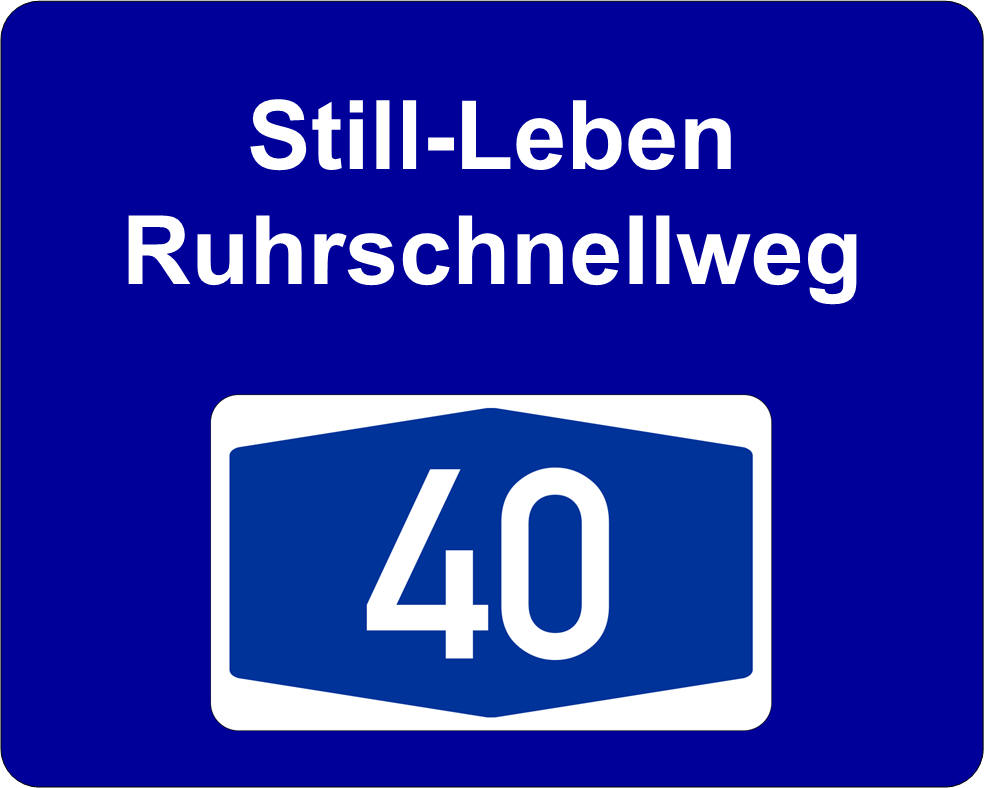
Logo

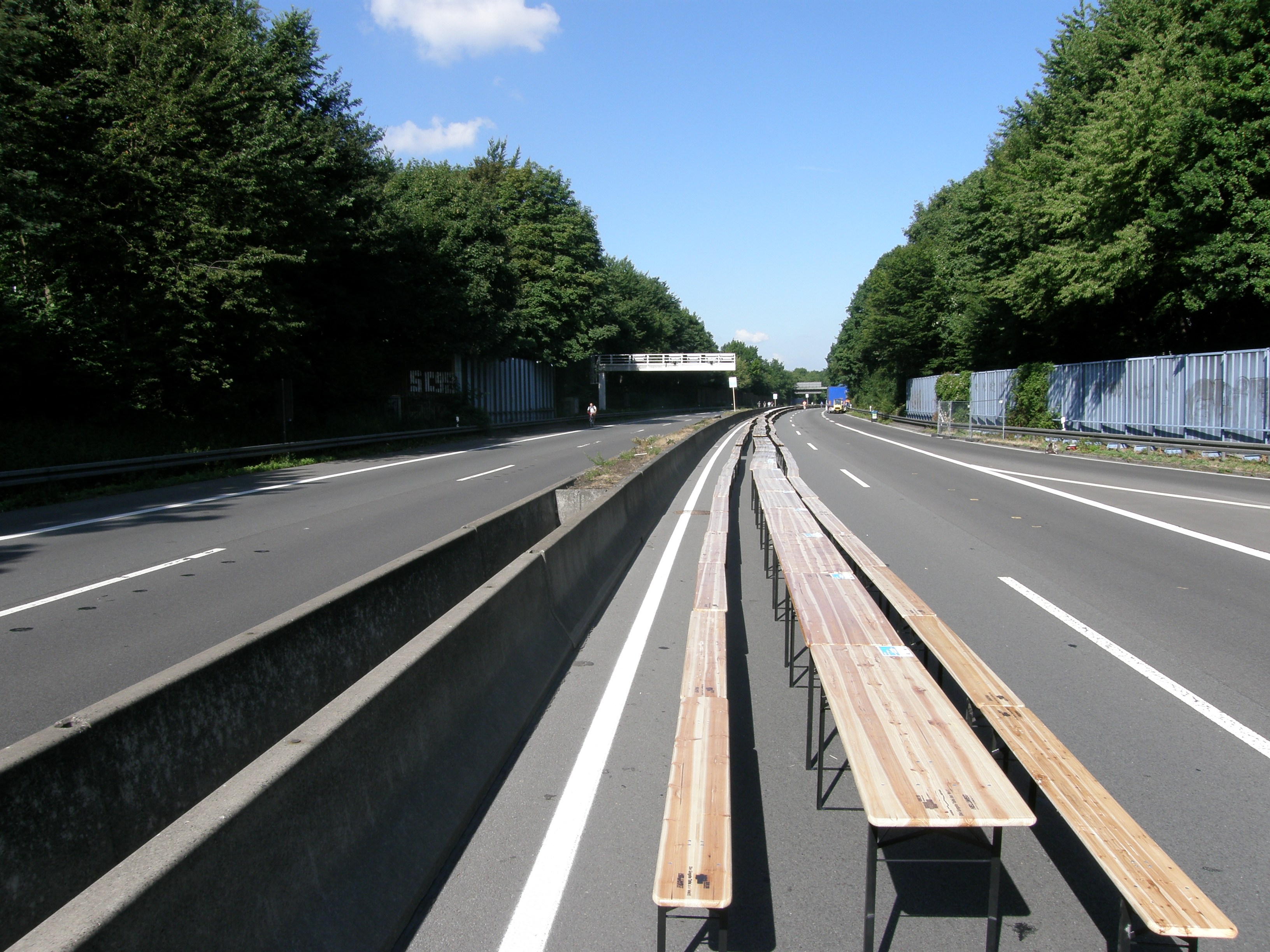
Noch leere Spur bei Bochum-Harpen

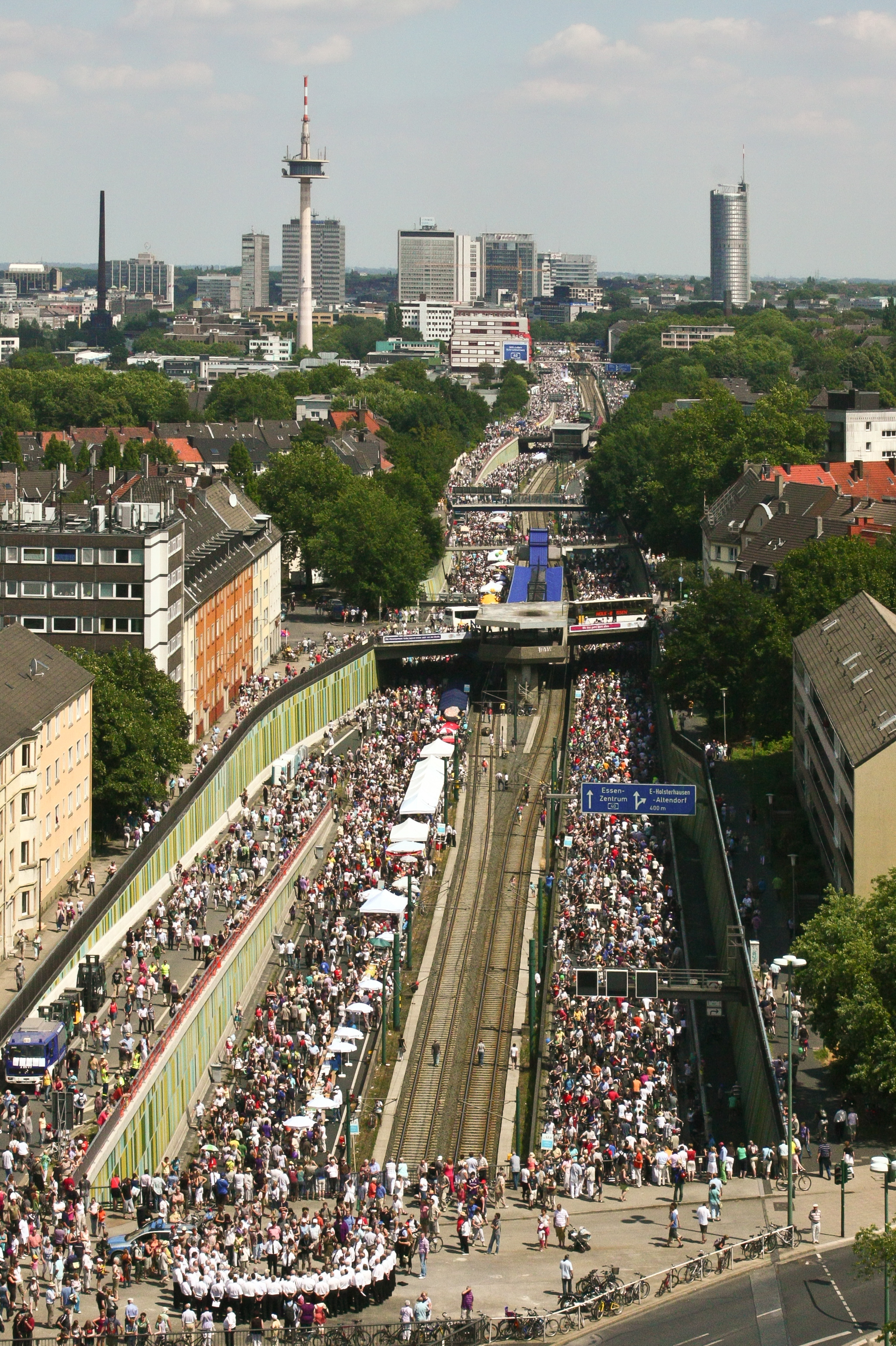
A 40 in Essen

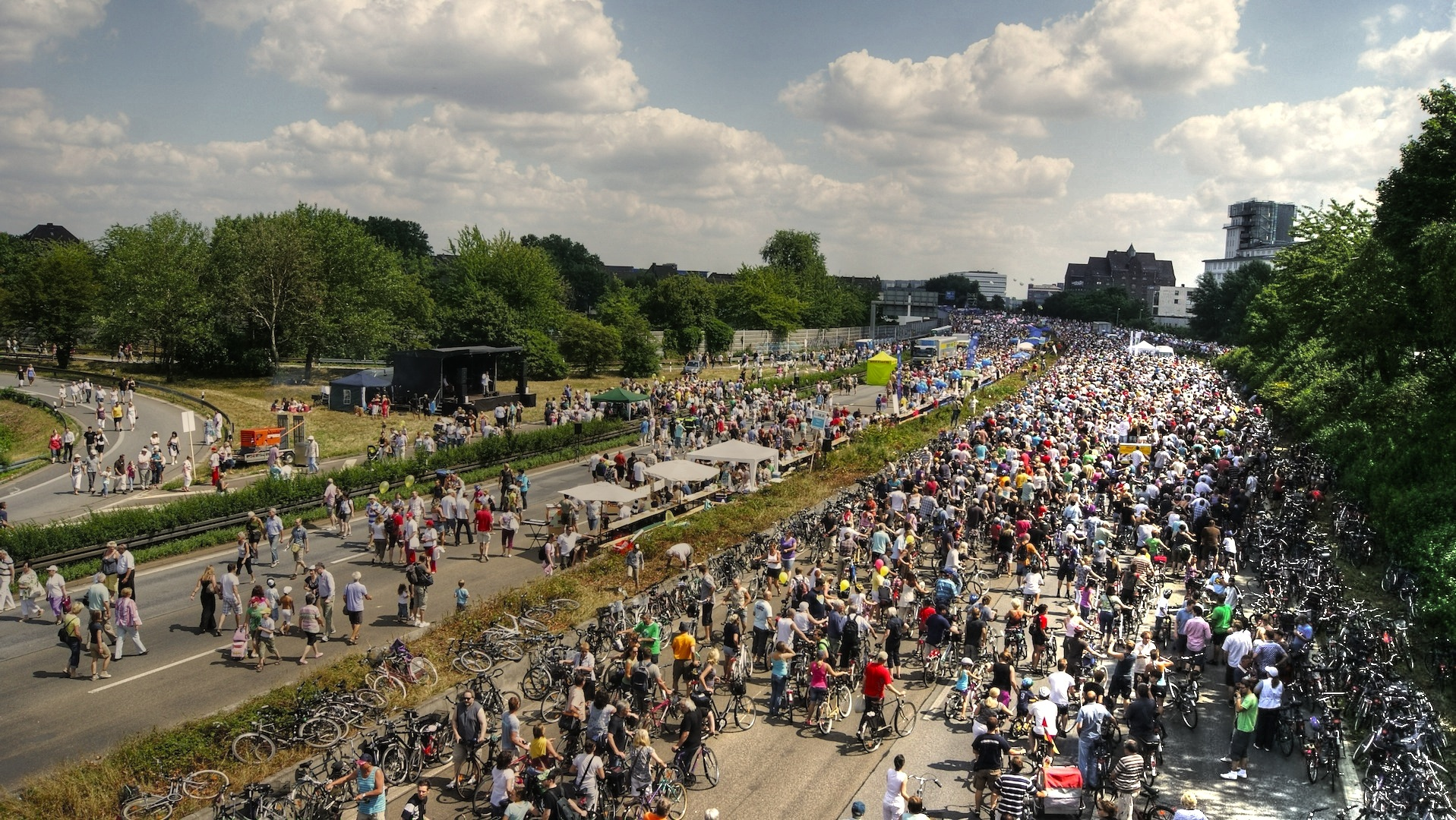
Still-Leben in Duisburg

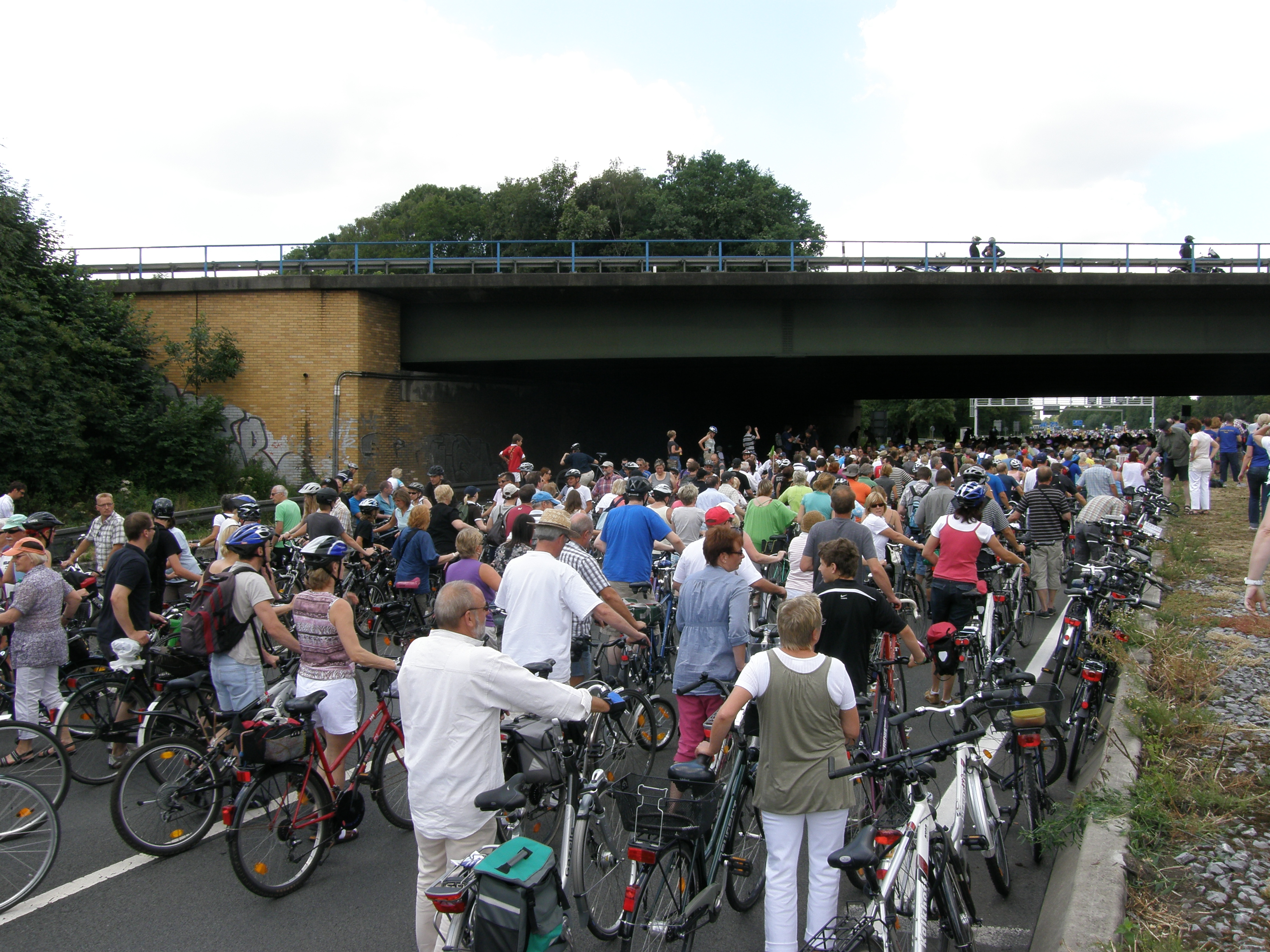
Stau auf der Mobilitätsspur in Höhe der A 43

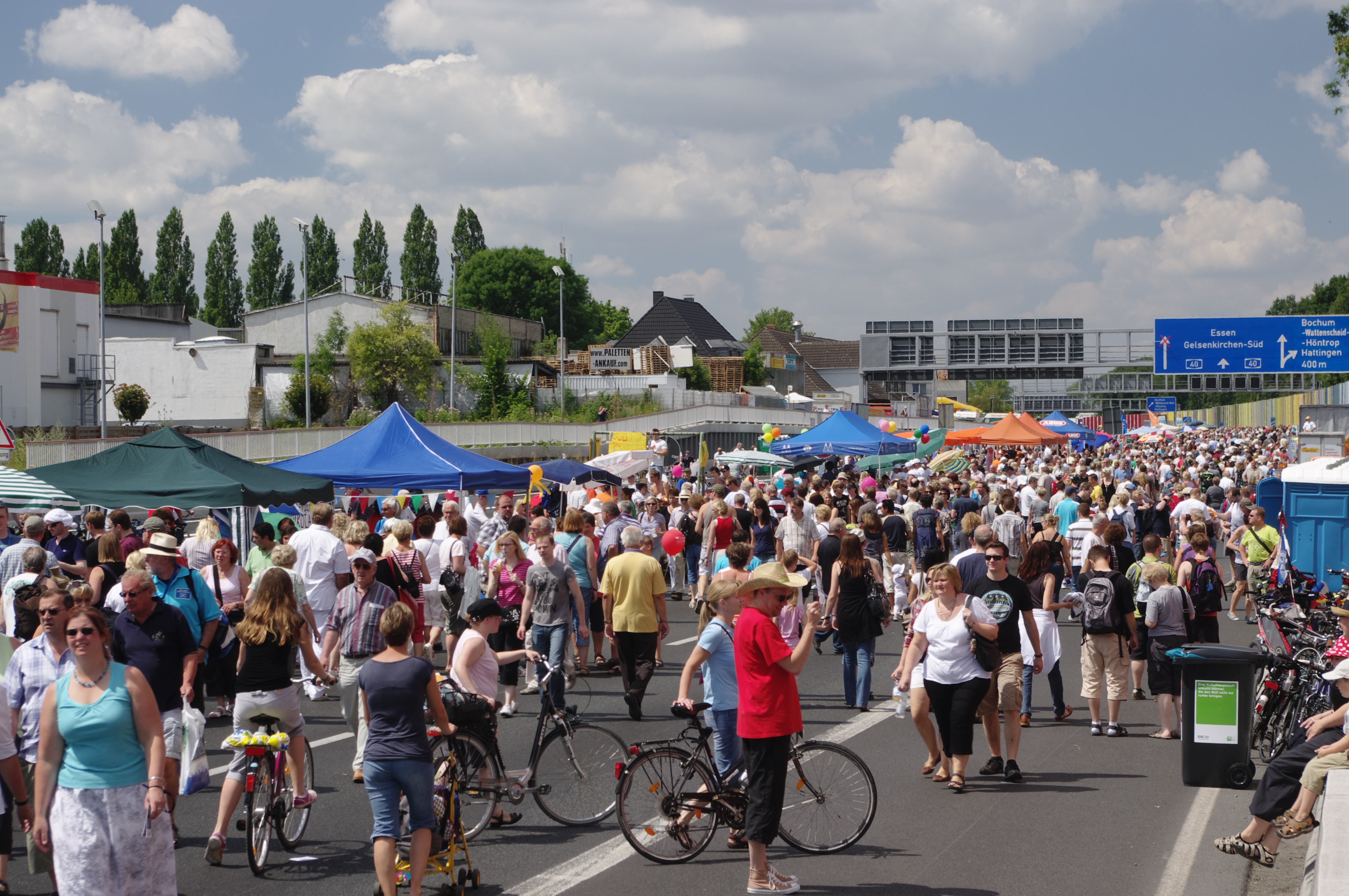
Tischspur bei Wattenscheid

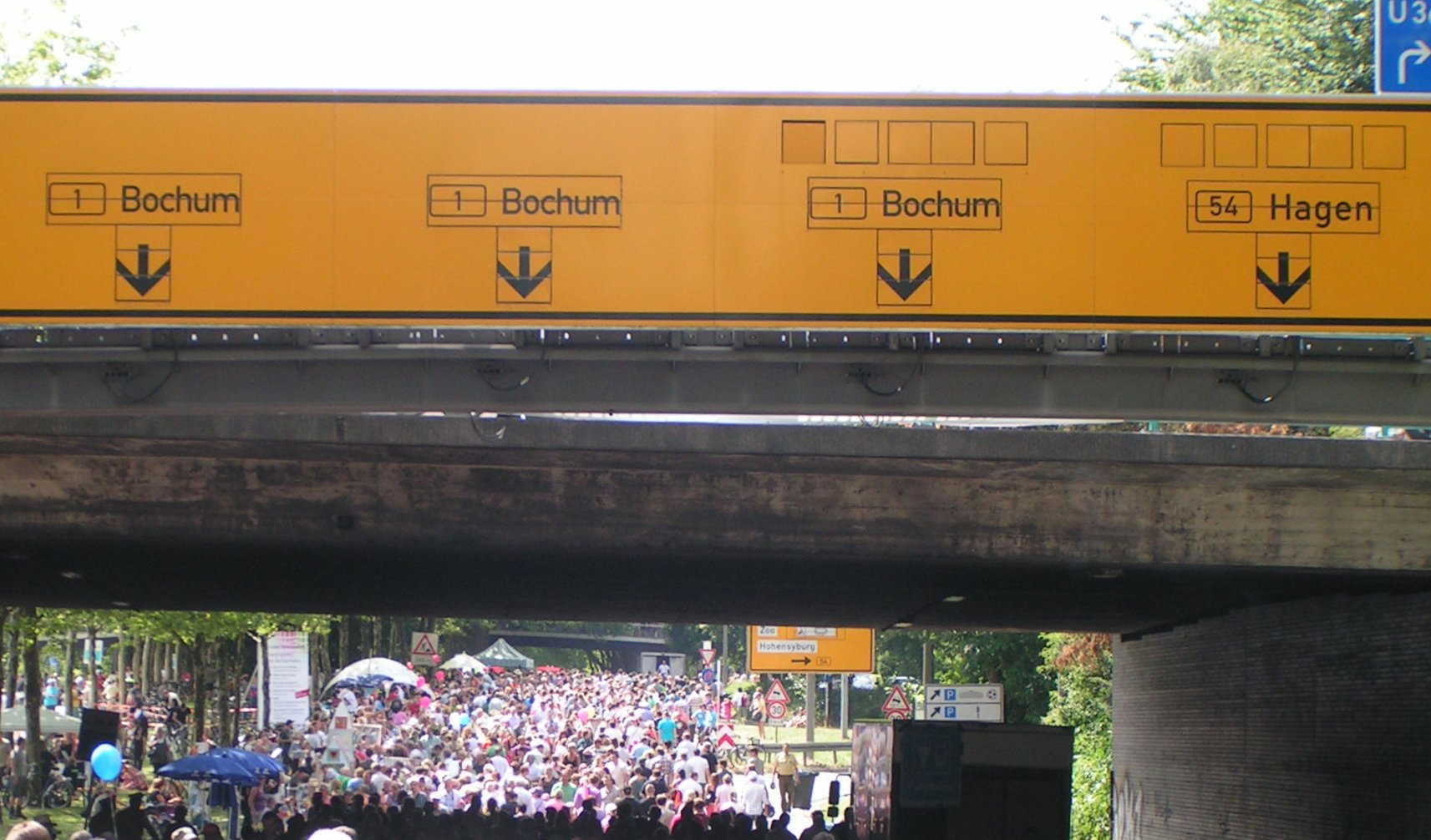
Still-Leben in Dortmund

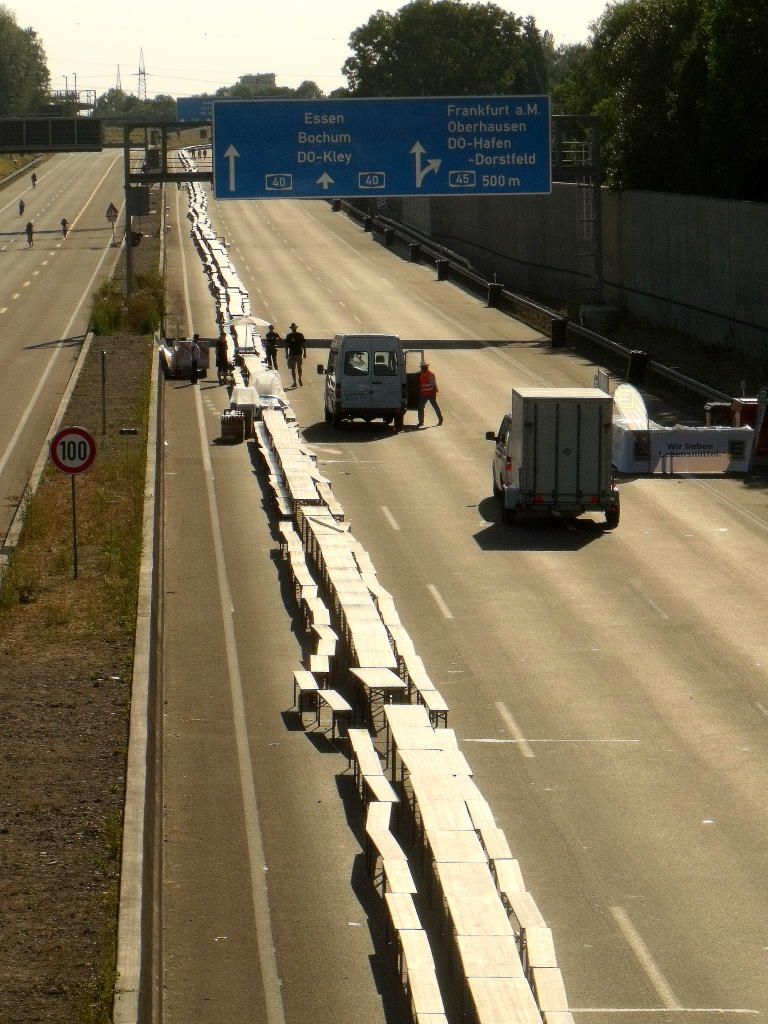
Abbau der Tischreihe

Still-Leben Ruhrschnellweg war ein Leitprojekt der RUHR.2010 – Kulturhauptstadt Europas im Themenfeld Feste feiern.
Am Sonntag, den 18. Juli 2010 wurden die Bundesautobahn 40 und Teile der Bundesautobahn 52 und der Bundesstraße 1 von Duisburg (Abfahrt Duisburg-Häfen) bis Dortmund (Abfahrt Märkische Straße) für den motorisierten Verkehr gesperrt und für Personen ohne Auto o. ä. freigegeben. Die auch Ruhrschnellweg genannte insgesamt rund 60 Kilometer lange Strecke verläuft außerdem in oder bei den Städten Oberhausen, Mülheim an der Ruhr, Essen, Gelsenkirchen und Bochum.

## Ablauf
Bereits um 22 Uhr des 17. Juli wurden die A40 und die B1 für den motorisierten Verkehr auf den vorgesehenen 60 Kilometern zwischen den Anschlussstellen Dortmund Märkische Straße und Duisburg-Häfen gesperrt. In Fahrtrichtung Duisburg wurden in der Nacht vom 17. auf den 18. Juli 2010 vom THW etwa 20.000 Biergarnituren aufgestellt, an denen sich Gruppen, Vereine, Familien, Nachbarschaften, Institutionen usw. mit einem eigenen Programm präsentieren durften. Auf dieser Seite war eine Fortbewegung der Besucher ausschließlich zu Fuß erlaubt.
Für eine Tischgruppe mit Platz für zehn Personen, die rund 25 Euro kostete, musste man sich im Internet unter Angabe des Standortwunsches bewerben. Diese Tische wurden dann per Losentscheid vergeben. Die offizielle Bewerbungsphase begann ein Jahr zuvor, am 18. Juli 2009.
Für alle Arten von nichtmotorisierten Fahrzeugen (Fahrräder, Roller, Inliner usw.) waren die Fahrspuren der Gegenrichtung (Fahrtrichtung Dortmund) als Mobilitätsspur freigegeben. Ein Zugang bzw. Verlassen des Schnellwegs war ausschließlich an den Anschlussstellen zulässig, ebenso ein Wechsel zwischen Mobilitäts- und Tischspur.
Die Sperrung der Strecke für den motorisierten Verkehr wurde am Vorabend bis zum frühen Morgen des Folgetages für insgesamt 31 Stunden aufrechterhalten. Nachdem das Still-Leben am Sonntagmorgen vom Vorsitzenden der RUHR.2010, Fritz Pleitgen, und ihrem Geschäftsführer, Oliver Scheytt, gemeinsam mit Nordrhein-Westfalens Ministerpräsidentin Hannelore Kraft in Dortmund eröffnet worden war, war der Besuch der gesamten Strecke von 11 bis 17 Uhr kostenlos möglich. Schätzungen gehen von „Millionen Besuchern“ aus. Es wurden keine besonderen Vorkommnisse gemeldet, jedoch kam es vor allem am Nachmittag wegen des großen Besucherandrangs mehrfach zu Sperrungen von Auffahrten.
Nach Ende der Veranstaltung am 18. Juli 2010 gegen 17 Uhr mussten alle Besucher den Ruhrschnellweg verlassen, was um 18.15 Uhr abgeschlossen war. Dann wurden alle Biertischgarnituren von 60 THW-Gruppen zusammengeklappt und auf LKW verladen, die mehr als 2000 mobilen Toilettenkabinen ausgepumpt und verladen und nach 21 Uhr die ersten Absperrungen der Ausfahrten entfernt. Nach Straßenreinigung und Kontrollfahrten konnte die A40 am 19. Juli kurz nach fünf Uhr wieder dem Verkehr übergeben werden.

## Erreichbarkeit
Für die An- und Abreise wurden vom Verkehrsverbund Rhein-Ruhr Verstärkungsfahrten auf den S-Bahn-Linien sowie von den örtlichen Verkehrsunternehmen auf Stadtbahn- und Buslinien angeboten. Im Bereich Essen/Mülheim kam es neben zusätzlichen Verkehren auch zu Einschränkungen im ÖPNV, da die Stadtbahnlinie U18 und die Spurbus-Linien 146 und 147 während der Vollsperrung nicht im Mittelstreifen der A40 verkehren durften. Im Infoflyer zur Veranstaltung, der auch in der Tagespresse aufgegriffen und im Internet veröffentlicht wurde, konnte man sich über die Anfahrtmöglichkeiten informieren. Da eine Mitnahme von Fahrrädern im Öffentlichen Personennahverkehr aus Kapazitätsgründen nicht gestattet war, wurde Fahrradfahrern empfohlen, den Radroutenplaner-NRW zu nutzen oder auf „Park & Bike“-Plätze zurückzugreifen.

## Infrastruktur
Beide Fahrtrichtungen wurden in regelmäßigen Abständen mit Verpflegungsstationen (Edeka-Lkw mit Verkaufsständen für gekühlte Getränke, Obst und Snacks sowie Erinnerungsstücken), Abfallbehältern, Erste-Hilfe-Stationen, mobilen Toiletten und Einsatzfahrzeugen des Malteser Hilfsdienstes, des DRK und des THW ausgerüstet. Letztere sperrten auch Abfahrten an Autobahnkreuzen, die nicht begangen werden durften, da die querenden Straßen weiterhin befahren wurden.

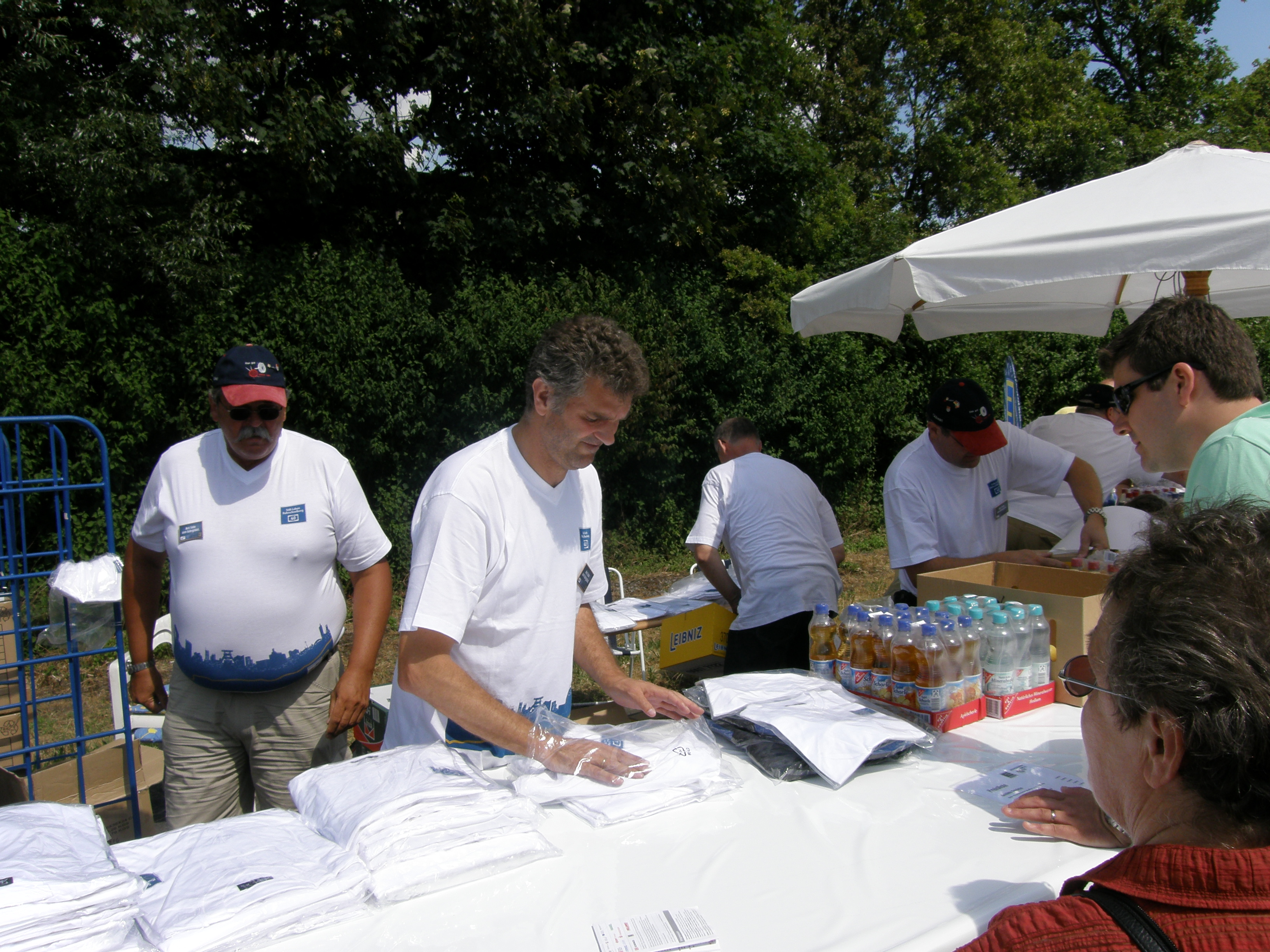
Verkauf von Getränken und Erinnerungsstücken
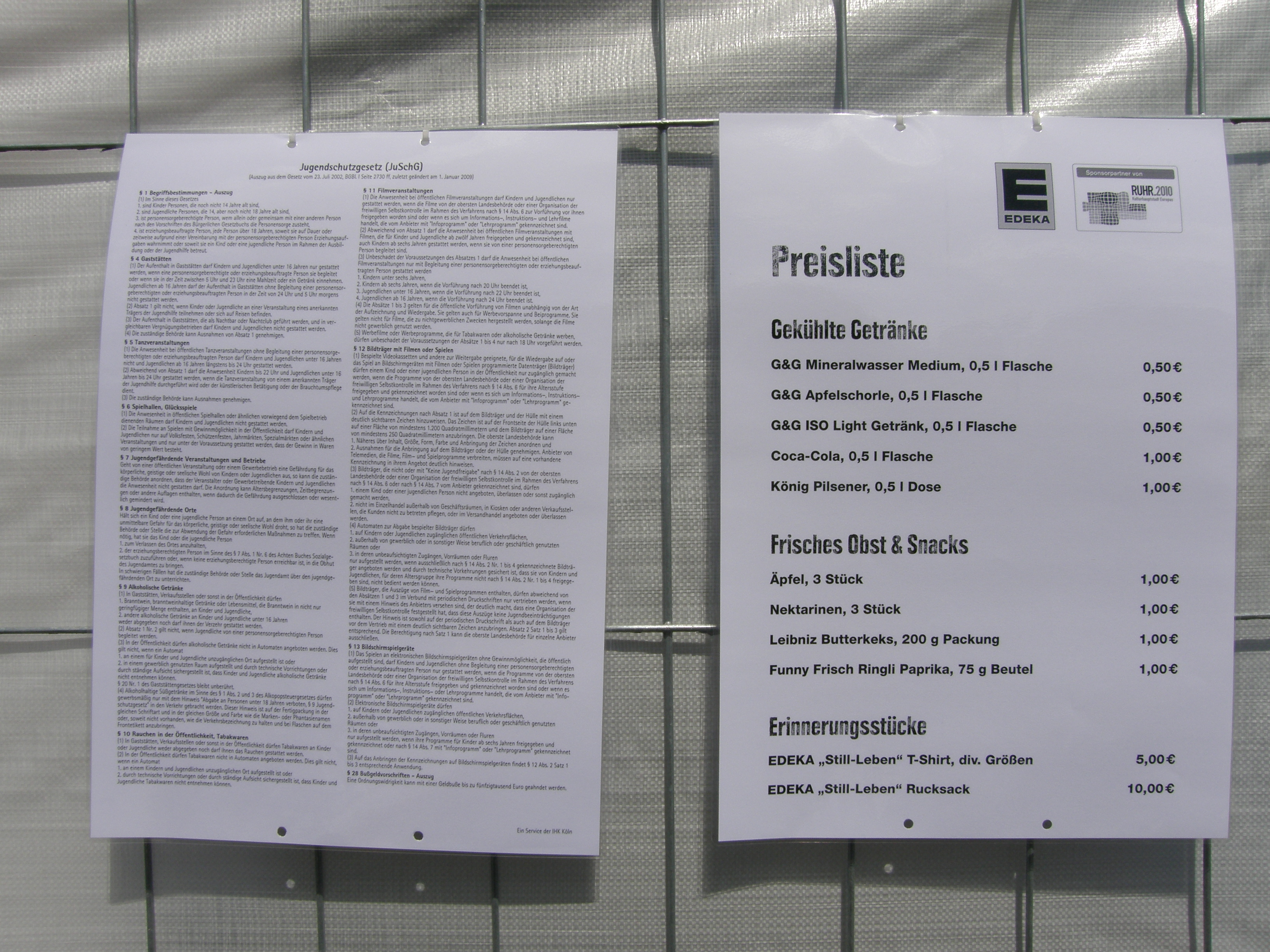
Angebot am Verpflegungspunkt
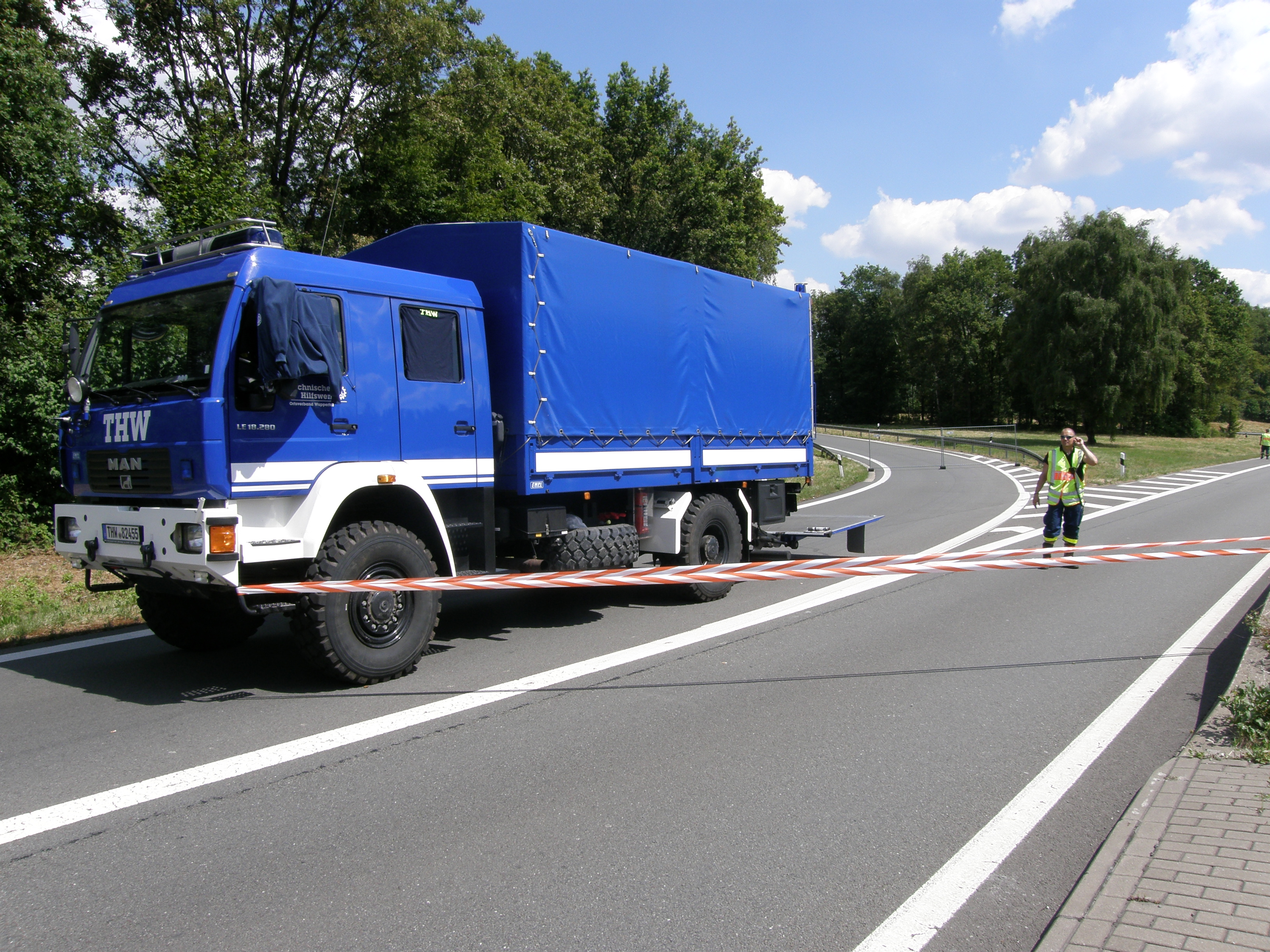
THW-Fahrzeug als Absperrung zur A 43
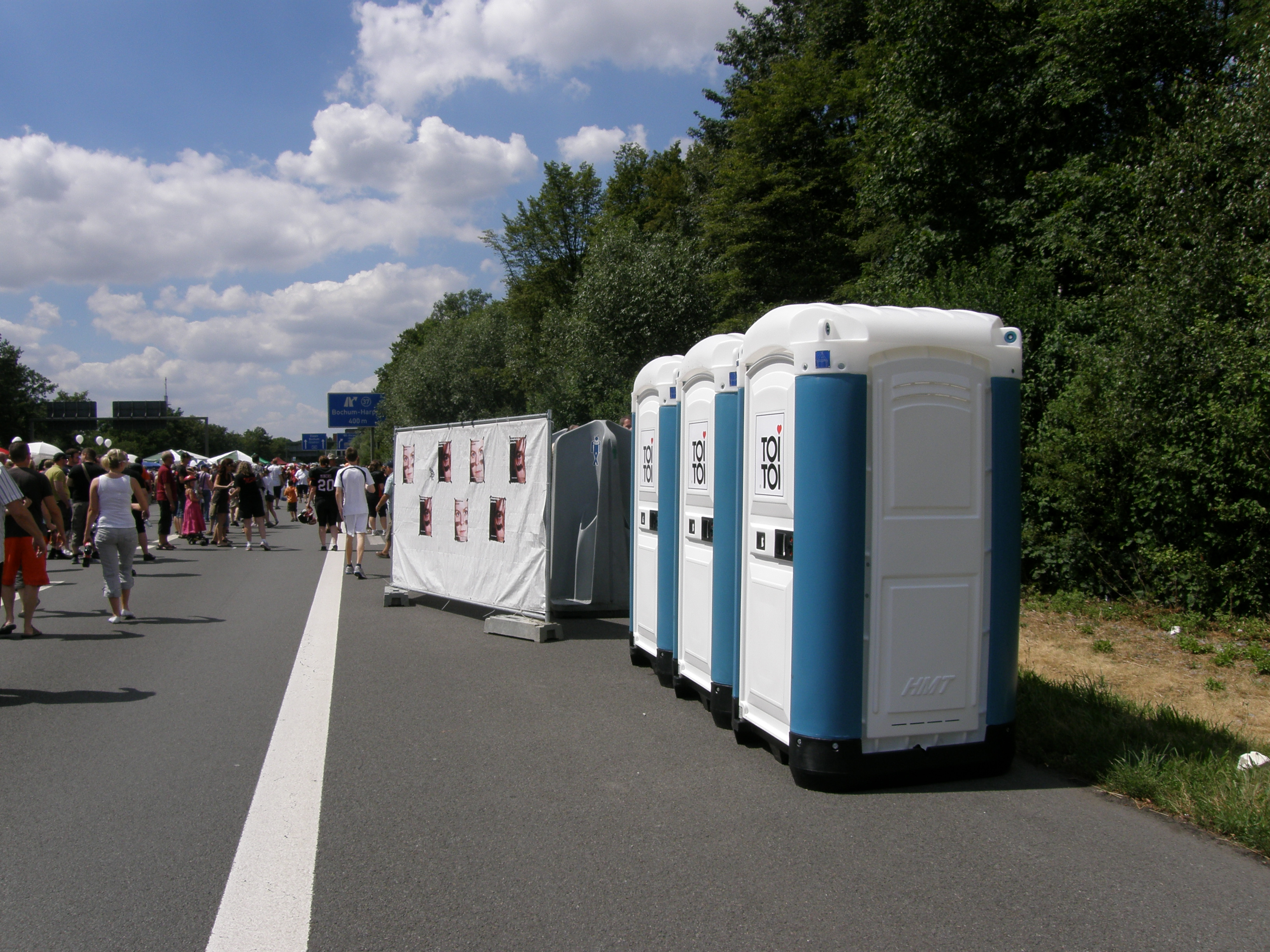
Dixi/TOI-TOI-Toiletten und Pissoirs
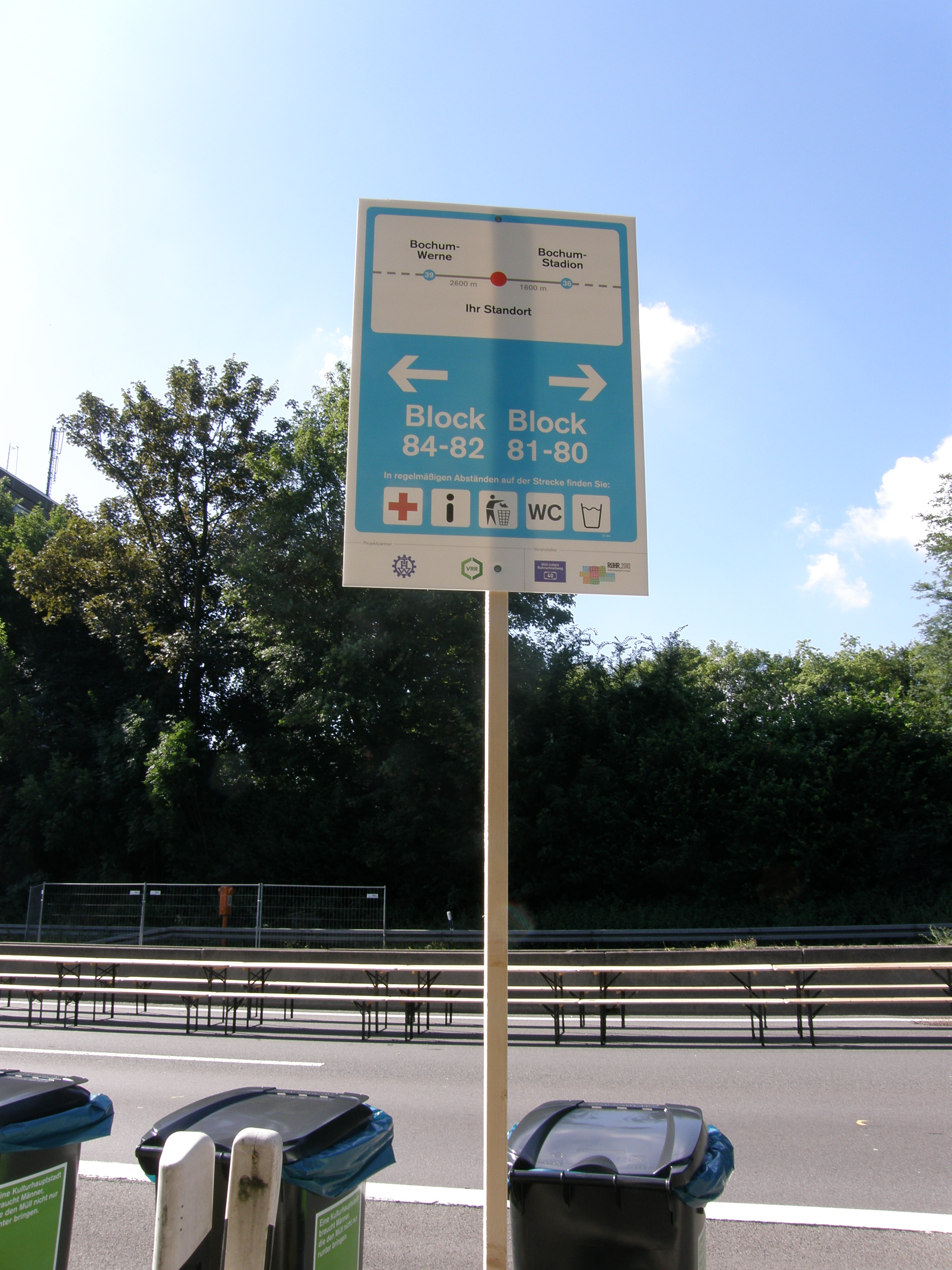
Ausschilderung, Abfallbehälter

## Teilnehmer
Für die Benutzung eines Tisches gab es ein mehrstufiges Anmeldeverfahren mit Losentscheid und einer Gebühr für die Tischnutzung. Die erste Verlosung lief bis zum 1. Oktober 2009; aus den circa 6000 Bewerbungen wurden 2010 Tische vergeben. Im Bewerbungsverfahren musste das eigene Programm vorgestellt werden. So war beispielsweise auch der Wikipediastammtisch Ruhrgebiet vertreten. Ergänzt wurde das Programm außerhalb der Tische von den Anrainerstädten, die sich auf eigenen Bühnen präsentierten, und von Aktionen des LandesSportBundes NRW mit den Stadt- und Kreissportbünden, die auf sogenannten Sportinseln zum sportlichen Mitmachen anregten. Auf der Mobilitätsspur präsentierte der ADFC NRW an sieben Stationen das „längste Fahrradmuseum der Welt“, das an der ersten Station in Duisburg mit einem Blick auf die Anfänge des Fahrrades begann und in Dortmund mit einem Blick in die Zukunft des elektromobilen Radfahrens schloss. Weitere Kooperationspartner waren das THW, das die Anschlussstellen sicherte, der Landesbetrieb Straßen.NRW und der Verkehrsverbund Rhein-Ruhr.

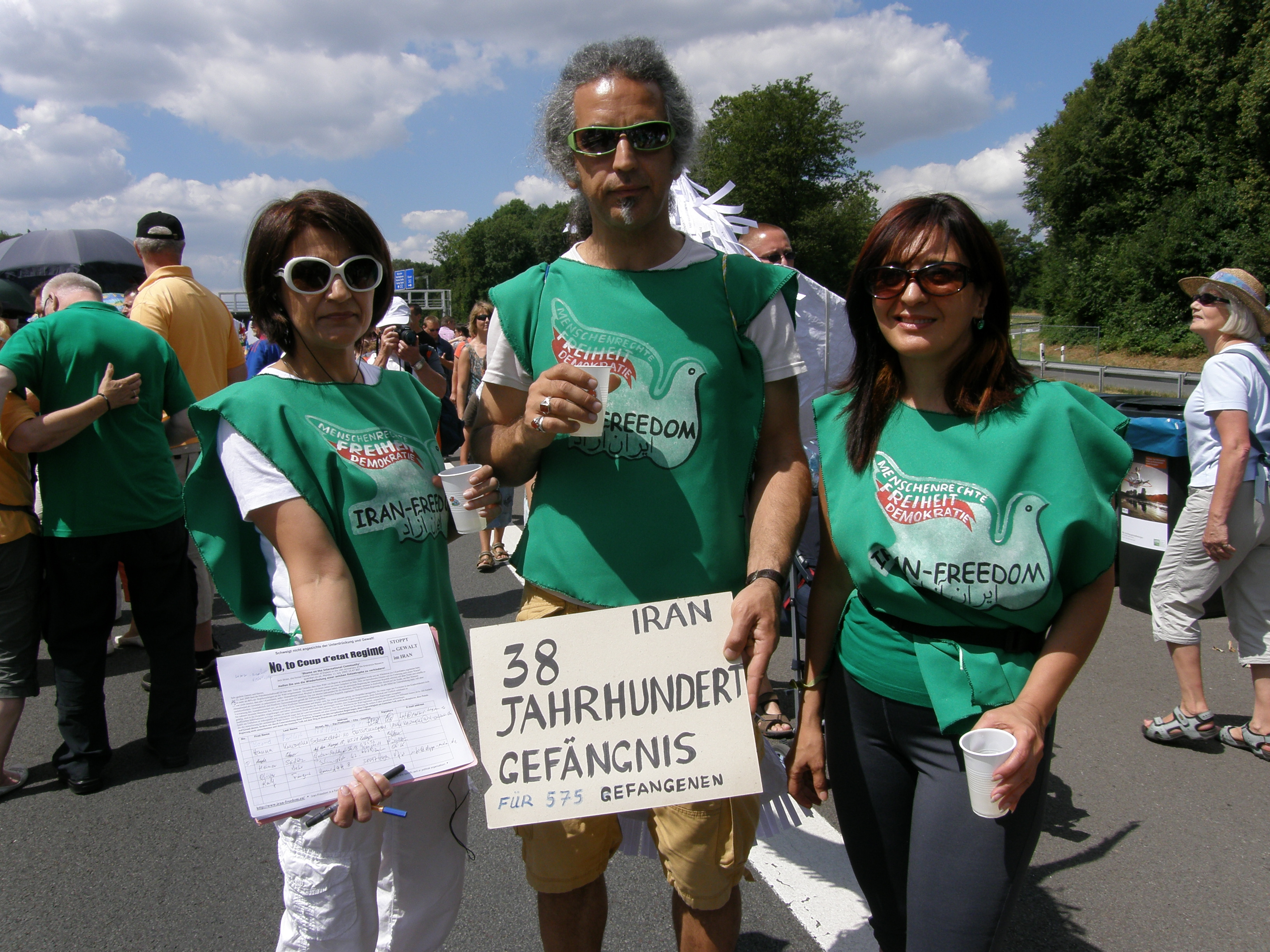
Iran-Freedom Gruppe

Entgegen der Nutzungsordnung traten vereinzelt auch politische Aktivisten in Erscheinung.
Ebenso wurde die Querung des Mittelstreifens nicht so rigoros unterbunden wie angekündigt.

## Finanzierung
Finanziert wurde die Aktion durch die Einnahmen aus der Tischvergabe sowie durch die Sponsoren DB Schenker, Edeka Rhein-Ruhr und die Baumarktkette Hellweg. Letztere vertrieb die gebrauchten Tischsets als Andenken.

## Kritik
Es wurde Kritik an den benötigten Umleitungen und Parkplätzen am Aktionstag laut. Ein Bauprojekt an der A40 zeigte die Verkehrsprobleme auf, die in einem kleinen Bereich entstehen. Eine Vollsperrung der gesamten Strecke zeitgleich mit dem Ansturm der Tischbenutzer und Besucher sollte – so die Befürchtungen – zu erheblich mehr Verkehrsproblemen führen. Des Weiteren war bis Ende 2009 die Finanzierung der Straßenreinigung nach Ende der Aktion noch nicht geklärt.
Das erwartete Verkehrschaos blieb aus, die großräumige Umleitung über die Autobahnen A2 und A42 verlief reibungslos. Allerdings war insbesondere der Bahnverkehr vom Ansturm überlastet, Regionalzüge verkehrten oft mit Verspätungen.